# 婚活島戦記
『婚活島戦記』（こんかつとうせんき）は、柊サナカによる日本の小説。
第11回『このミステリーがすごい!』大賞の最終選考で受賞は至らず落選。しかし後に隠し玉（編集部推薦）として出版されることとなった。

## ストーリー
青年社長の妻の座を獲得するために花嫁最終候補達による婚活バトルが開催される。ヒロインの二毛作甘柿をはじめ女性達のバトルが繰り広げられる

## 最終選考講評においての審査員の評価
大森望「選に漏れた作品の中で、いちばん面白かった」「隠し玉枠での刊行を強くリクエストしたい」、
香山ニ三郎「これだけ読ませるんだから、このままでもシリーズものにしたら人気が出そうなんだけど、それは『このミス』大賞の選考とはまた別の話ということで」
茶木則雄「編集部には隠し玉としての出版を要請する。出せよ、絶対。いや、出してください。お願いします」、
吉野仁「荒唐無稽な痛快さという点では今回一番。なんといってもヒロインのネーミングがいい」